# Friesland (schip, 1989)
Het MS Friesland is een veerboot van Rederij Doeksen. Van 1989 tot heden onderhoudt dit schip een regelmatige veerdienst tussen Harlingen en het waddeneiland Terschelling.
Van 13 januari 2021 tot september 2022 verzorgden de nieuwe schepen MS Willem Barentsz en MS Willem de Vlamingh de vaste afvaarten tussen Harlingen en Terschelling. De MS Friesland werd toen geklasseerd tot reserve- en ijsbreekschip.
In verband met door de economische gevolgen van de Russische invasie van Oekraïne gestegen brandstofkosten van LNG, werd Rederij Doeksen in september 2022 genoodzaakt om de MS Willem Barentsz en MS Willem de Vlamingh alleen in te zetten voor aanvullende vaarten; en heeft de Friesland de vaste afvaarten weer overgenomen.
De MS Friesland is het tweede schip met deze naam dat voor Rederij Doeksen vaart. Tot 1988 voer de originele MS Friesland ook tussen Harlingen en Terschelling.

## Bouw
Het schip is van Nederlandse makelij en is in 1988 gebouwd door Van der Giessen-de Noord in Krimpen aan den IJssel, in opdracht van Rederij Doeksen, en is daar op 19 december van hetzelfde jaar te water gelaten.
Na aanvankelijk wat problemen met vergunningen is ze in mei 1989 de veerdienst Harlingen-Terschelling gaan onderhouden.

## Indeling
De Friesland heeft twee autodekken om meer capaciteit te bieden bij een grote vraag voor personenwagentransport. Wanneer de bovenste, hefbare autodekken gebruikt worden, kan er geen rollend materieel met een grote hoogte aan boord, bijvoorbeeld vrachtwagens. Van de bovenste autodekken kunnen de uiteinden bij aankomst en vertrek neergelaten worden voor stalling van personenwagens. Bij transport van vrachtwagens, kan het bovenste dek hoger worden gehesen, waarbij de stuurboordskant en bakboordskant onafhankelijk van elkaar bediend en benut kunnen worden. Op het onderste autodek kunnen drie rijen auto's worden geplaatst en op het hefbare deel sinds 2008 twee rijen. In 2008 veranderde hiermee ook de capaciteit van 120 naar 100 auto's.
Op de Friesland is een promenadedek met een grote hal waar de voetgangers het schip binnenkomen. Het aanvankelijk hier aanwezige winkeltje is later verplaatst naar het buffet op dezelfde verdieping. In de achtersalon is een hoek met een televisie voor kinderen. Op het salondek is een uitgebreid buffet en een bar. De kleine salon is ingericht met houten leestafels en werkplekken met laptopaansluitingen. Aan de zijkanten van het schip is ruimte om buiten te zitten en helemaal boven op het schip is een groot zonnedek.

## Onderhoud
Jaarlijks gaat de Friesland naar de werf in Harlingen voor een (gedeeltelijke) verfbeurt en een algehele inspectie. Tijdens zo'n werfperiode werd tot 2020 de MS Midsland ingezet om de dienstregeling van de Friesland over te nemen.

## Fotogalerij

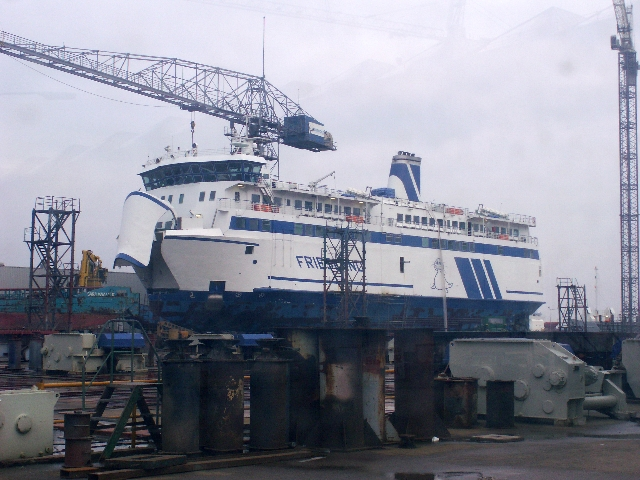
De Friesland op de werf
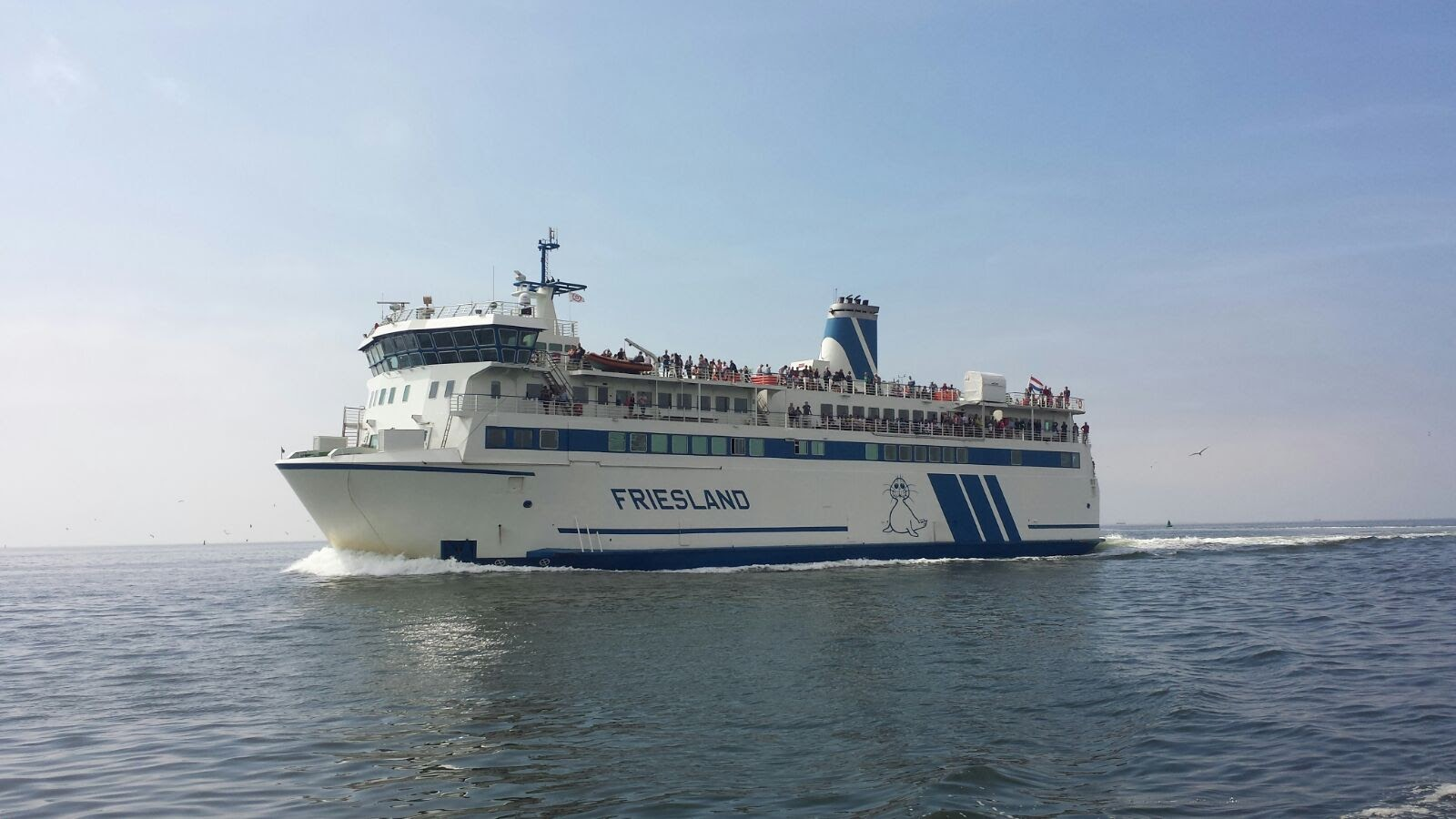
De Friesland in augustus 2016
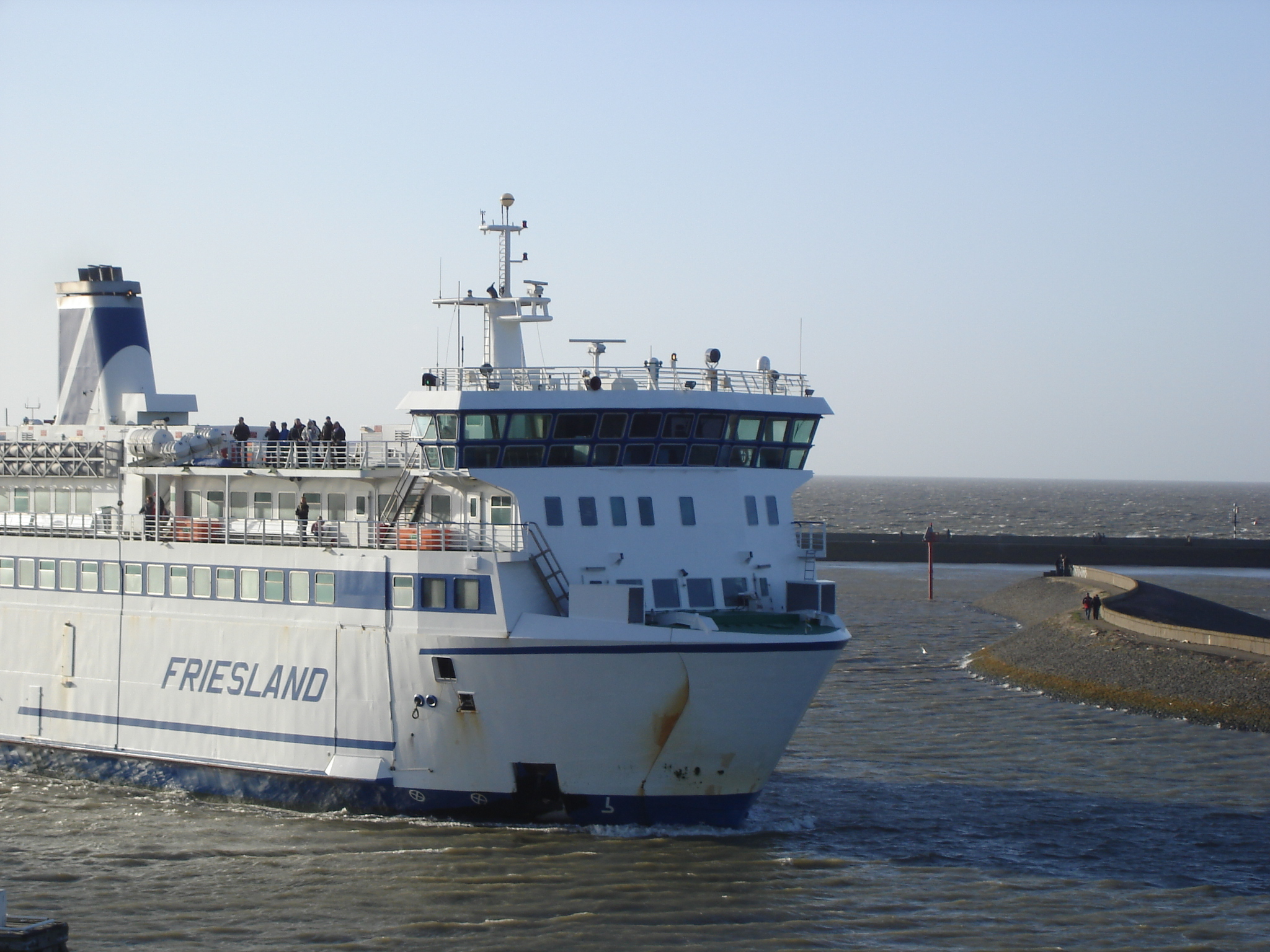
De Friesland in de haven van Harlingen